# Kleingebiet Hajdúböszörmény
Das Kleingebiet Hajdúböszörmény (ungarisch Hajdúböszörményi kistérség) war bis Ende 2012 eine Verwaltungseinheit (LAU 1) im Nordosten des Komitats Hajdú-Bihar in der Nördlichen Großen Tiefebene. Während der Verwaltungsreform im Jahr 2013 wurden zwei der drei Ortschaften in den nachfolgenden Kreis Hajdúböszörmény (ungarisch Hajdúböszörményi járás) übernommen, Hajdúnánás wurde Sitz des neu geschaffenen Kreises Hajdúnánás (ungarisch Hajdúnánási járás).
Ende 2012 lebten auf einer Fläche von 731,05 km² 57.592 Einwohner. Die Bevölkerungsdichte lag mit 79 Einwohnern/km² etwas unterhalb der des Komitats.
Der Verwaltungssitz befand sich in der größten Stadt Hajdúböszörmény (31.548 Ew.). Hajdúnánás (17.168 Ew.) und Hajdúdorog (8.877 Ew.) besaßen ebenfalls das Stadtrecht. Das Kleingebiet bestand nur aus Städten.

## Ortschaften
Folgende Ortschaften gehörten zum Kleingebiet:
| Hajdúböszörmény | Hajdúdorog | Hajdúnánás |